# Федоровка (Ульяновська область)
Федоровка (рос. Федоровка) — присілок в Ніколаєвському районі Ульяновської області Російської Федерації.
Населення становить 201 особу. Входить до складу муніципального утворення Ніколаєвське міське поселення.

## Історія
Від 2004 року входить до складу муніципального утворення Ніколаєвське міське поселення.

## Населення
| 1859 | 1884 | 1900 | 1911  | 1996 | 2010 |
| ---- | ---- | ---- | ----- | ---- | ---- |
| 175  | ↗225 | ↗295 | ↗2377 | ↘161 | ↗201 |